# Liste der Monuments historiques in Saint-Avaugourd-des-Landes
Die Liste der Monuments historiques in Saint-Avaugourd-des-Landes führt die Monuments historiques in der französischen Gemeinde Saint-Avaugourd-des-Landes auf.

## Liste der Bauwerke
| Bezeichnung               | Beschreibung | Standort | Kennzeichnung | Schutzstatus | Datum | Bild |
| ------------------------- | ------------ | -------- | ------------- | ------------ | ----- | ---- |
| Prähistorische Fundstelle |              | (Lage)   | PA00110226    | Inscrit      | 1988  |      |